# Alexandre de Morais
Alexandre de Morais OSE (Avô, Oliveira do Hospital) também conhecido como Brigadeiro Alexandre de Morais, foi um militar, escritor e jornalista português.

## Biografia

### Vida pessoal
Nasceu na localidade de Avô, no Concelho de Oliveira do Hospital, distrito de Coimbra.

### Carreira militar e profissional
Assentou praça no Regimento de Infantaria n.º 23, e estudou posteriormente na antiga Escola de Guerra, tendo recebido a promoção a alferes em Novembro de 1915. Participou com o Corpo Expedicionário Português em França. Foi promovido a tenente em 1918, capitão em 1922, major em 1940, a tenente-coronel em 1945, e a brigadeiro em Fevereiro de 1953. Serviu, igualmente, no Estado da Índia Portuguesa, foi instrutor na Escola Prática de Infantaria, na patente de capitão, e prestou serviço, por diversas vezes, na Direcção da Arma de Infantaria. Combateu, integrado na 8.ª Divisão de Campanha, contra a Monarquia do Norte.
Foi nomeado como crítico militar na Emissora Nacional, durante a Guerra Civil Espanhola e a Segunda Guerra Mundial. Contribuiu igualmente na elaboração de vários Regulamentos Militares, realizou diversas conferências e colaborou em vários jornais como o Diário da Manhã, O Século, o Anglo-Portuguese News e o O Século Ilustrado.
Em 1954, começou a colaborar no periódico Gazeta dos Caminhos de Ferro, estando nesse ano a exercer como vogal na Comissão do Domínio Público Marítimo.

## Obras publicadas
Alexandre de Morais publicou:
- A Guerra Civil de Espanha
- Manual da Mocidade Portuguesa
- A Rússia na Guerra (1941)
- O Japão na Guerra
- Crónicas Militares
- Comentários da Guerra
- Cartilha do Soldado
- O Brasil de Hoje (2 vols.)
- A Campanha da Filândia
- A Campanha da Polónia
- Manual do Legionário
- O Poder Militar dos Estados
- Organização do Terreno

## Prémios e distinções
Recebeu as Medalhas de Ouro de Comportamento Exemplar, Bons Serviços com palma, Mérito Militar, Vitória, Campanha de França e a Medalha do Rei por serviços prestados à Liberdade (Reino Unido).
No que respeita a Ordens portuguesas, Alexandre de Morais foi feito:
- Oficial da Ordem Militar de Avis (5 de Outubro de 1928)[2]
- Oficial da Ordem Militar de Sant'Iago da Espada (30 de Março de 1940)[1][2]
- Comendador da Ordem Militar de Avis (25 de Setembro de 1941)[2]
- Grande-Oficial da Ordem Militar de Avis (16 de Maio de 1949)[2]

Em termos de Ordens estrangeiras foi feito:
- Oficial da Ordem Real de Orange e Massan[necessário esclarecer] da Holanda[1]
- Oficial da Ordem da Rosa Branca da Finlândia[1]
- Oficial da Ordem da Polónia Restituta.[1]